# Jerzy Janeczek
Jerzy Janeczek (ur. 22 marca 1944 w Itzehoe, zm. 11 lipca 2021 w Grodzisku Mazowieckim) – polski aktor teatralny i filmowy.

## Życiorys
W 1968 ukończył studia na Wydziale Aktorskim PWSFTviT w Łodzi.
Występował na deskach teatrów we Wrocławiu, Kaliszu, Koszalinie i Warszawie. Zyskał popularność dzięki roli Witii Pawlaka w filmie komediowym „Sami swoi”. Zwolniony w 1987 z Teatru Dramatycznego przez Zbigniewa Zapasiewicza. Pod koniec lat 80. XX wieku wyjechał do Stanów Zjednoczonych. W 2007 powrócił do Polski.
Zmarł na skutek użądlenia przez pszczołę 11 lipca 2021 w wieku 77 lat. Został pochowany 20 lipca 2021 w Lutkówce koło Mszczonowa.

## Filmografia
- 1966: Don Gabriel jako żołnierz Legii Straceńców
- 1966: Cierpkie głogi jako chłopak na zabawie
- 1967: Sami swoi jako Witia Pawlak, syn Kazimierza
- 1968: Stawka większa niż życie jako esesman w kotle zabity przez Klossa (odc. 16)
- 1969: Znicz olimpijski jako Wojtek
- 1969: Czerwone i złote jako milicjant Giemza
- 1970: Pułapka jako Wiśniowski
- 1971: Szerokiej drogi, kochanie jako Janek, mechanik w warsztacie Maćkowskiego
- 1971: Meta jako mężczyzna w punkcie Toto-Lotka
- 1971: Kardiogram jako Więckowski
- 1971: Aktorka jako Aloszka, pracownik hotelu
- 1972: Uciec jak najbliżej jako student w klubie
- 1973: Zasieki jako chorąży Konstanty
- 1973: Sanatorium pod Klepsydrą jako anarchista, postać w panoptikum
- 1973: Droga jako Witia Pawlak, syn Kazimierza (odc. 5)
- 1974: Nie ma mocnych jako Witia Pawlak, syn Kazimierza
- 1974: Godzina za godziną jako pracownik stacji benzynowej
- 1975: Trzecia granica jako Alosza Czerepagow, rosyjski spadochroniarz (odc. 7 i 8)
- 1975: Dyrektorzy jako Kazimierz Kozioł, majster, później sekretarz KZ w „Fabelu"
- 1977: Kochaj albo rzuć jako Witia Pawlak, syn Kazimierza
- 1978: Życie na gorąco jako człowiek Kurta (odc. 5)
- 1978: Ślad na ziemi jako inżynier Romaniuk, kierownik odcinka (odc. 2 i 4)
- 1978: 07 zgłoś się jako porucznik prowadzący z Borewiczem śledztwo w sprawie śmierci Barbary Dreckiej (odc. 9)
- 1979: Prom do Szwecji jako plutonowy MO
- 1979, 1981: Najdłuższa wojna nowoczesnej Europy jako Antoni Frankowski, brat Józefa
- 1979: Gwiazdy poranne jako Wasia Rabczuk, czołgista radziecki
- 1979: Detektywi na wakacjach jako złodziej obrazu
- 1980: Urodziny młodego warszawiaka jako partyzant „Wolski"
- 1981: Karabiny jako Szaluga, pełnomocnik ds. reformy rolnej
- 1981: Bołdyn jako partyzant Talalej
- 1981: Amnestia jako saper w burdelu
- 1984: Cień już niedaleko jako Marek, kolega Henryka
- 1987: Dorastanie jako Franciszek Marczak, gospodarz Tadeusza Leszkiewicza (odc. 2)
- 1988: Spadek jako Rysiek, zięć Zabielaka
- 1989: Virtuti jako porucznik Józef Groński
- 2010: Kret jako parkingowy Rysiek
- 2014: Na dobre i na złe jako Wiesio, ojciec Beaty (odc. 572)
- 2018: Korona królów jako legat papieski, sędzia
- 2018: Odnajdę cię jako proboszcz
- 2018: Kobiety mafii jako właściciel warsztatu samochodowego (odc. 4)
- 2018: Kobiety mafii jako właściciel warsztatu samochodowego
- 2019: Supernova jako ojciec Michała
- 2020: Uległość jako sędzia; etiuda szkolna
- 2021: Dawid i elfy jako wuj Mietek
- 2021: Każdy wie lepiej jako Gienek